# Воинское кладбище № 150 (Хойник)
 Памятник культуры Малопольского воеводства: регистрационный номер А-16/M от 24 февраля 2004 года.
Воинское кладбище № 150 (пол. Cmentarz wojenny nr 150) — воинское кладбище, расположенное в населённом пункте Хойник гмины Громник Тарнувского повята Малопольского воеводства, Польша. Кладбище входит в группу Западногалицийских воинских захоронений времён Первой мировой войны. На кладбище похоронены военнослужащие Австро-Венгерской и Российской армий, погибшие в мае 1915 года во время Первой мировой войны. Находится при дороге 977 Грыбув-Тарнув. Охраняемый памятник Малопольского воеводства.

## История
Кладбище было основано Департаментом воинских захоронений К. и К. военной комендатуры в Кракове в 1915 году. Автором некрополя был австрийский архитектор Гейнрих Шольц. На кладбище площадью 265 квадратных метра находится 3 братских и 26 индивидуальных могил, в которых похоронены 13 австрийских и 27 русских солдат. Известно имя одного русского солдата — Ефим Александрович Козенюк.
24 февраля 2004 года некрополь был внесён в реестр памятников культуры Малопольского воеводства.

## Источник
- Oktawian Duda: Cmentarze I wojny światowej w Galicji Zachodniej. Warszawa: Ośrodek Ochrony Zabytkowego Krajobrazu, 1995. ISBN 83-85548-33-5.
- Roman Frodyma Galicyjskie Cmentarze wojenne t. II Okolice Tarnowa (Okręgi V—VII), Oficyna Wydawnicza «Rewasz», Pruszków 1998, ISBN 83-85557-38-5